# 漢伯格湖
漢伯格湖（英語：Hamberg Lakes）是南極洲的湖泊，位於南喬治亞群島，處於莫雷納灣以西2公里的漢貝格冰川北岸附近，由奧托·努登舍爾德率領的瑞典探險隊測量，由英國海外領土管轄。